# Jalcsiki járás
A Jalcsiki járás (oroszul Яльчикский район, csuvas nyelven Елчĕк районĕ) Oroszország egyik járása Csuvasföldön. Székhelye Jalcsiki.

## Népesség
- 1989-ben 28 549 lakosa volt.
- 2002-ben 25 033 lakosa volt, melynek 97%-a csuvas, a többiek főleg tatárok és oroszok.
- 2010-ben 20 452 lakosa volt.